# Роберт II Фландърски
Роберт II/Робрехт II Фландърски/ Роберт II Йерусалимски (на латински: Robertus Hierosolimitanus, на нидерландски: Robrecht II van Jeruzalem) е 11-и граф на Фландрия (1093 – 1111), наречен по-късно Йерусалимски или Робер Кръстоносеца заради участията му в Първия кръстоносен поход.

## Живот
Робер е роден през 1065 и е най-големият син на граф Роберт I Фризиец († 1093) и Гертруда Билунг Саксонска († 1113), дъщеря на херцог Бернхард II от Саксония. След като става граф на Фландрия Робер участва в организирания кръстоносен поход от Папа Урбан II.
Умира през 1111 и е погребан в Сент Вас, Фландрия.

## Жена и деца
Женен за Клеменс Бургундска (* 1078; † 1133) в периода 1079 – 1133 и има три деца от нея:
- Бодуен VII (1092/1093 – 17 юни 1119) – 12-и граф на Фландрия след 1111 година
- Гийом (1094 – 1109) – погребан в Сен-Бертине
- син (* 1095) – няма никаква информация освен това, че се е родил, но явно е умрял веднага след раждане.

## Галерия
- Роберт II/Робрехт II Фландърски
- Илюстрация от 14 век